# John Graham (peintre, 1754-1817)
Ne doit pas être confondu avec John Graham (peintre, 1886-1961).
Pour les articles homonymes, voir John Graham et Graham.
John Graham (Édimbourg, 1754 - Édimbourg, 1817) est un artiste peintre d'histoire et professeur d'art écossais.

## Biographie
John Graham naît à Édimbourg en 1754,.
Il est apprenti d'un enseignant de peinture du nom de Farquhar dans sa ville natale avant de partir à Londres pour poursuivre sa formation et obtient une place à la Royal Academy,,. Il y expose pour la première fois Daniel in the Lion's Den en 1780 puis devient un exposant régulier de l'institution jusqu'en 1797,,. Il effectue le Grand Tour en Italie à la même époque.
Il réalise deux tableaux pour la Boydell Shakespeare Gallery : Othello, Act V, scene 2 et A Bedchamber, Desdemona in Bed Asleep from Othello, Act V, scene 2, qui sera gravé par William Satchwell Leney pour l'in-folio du même projet de John Boydell,,,.
En 1798, Graham devient maître adjoint puis en 1800 maître à la Trustees Academy de l'université d'Édimbourg, où il réside à nouveau,,. Il a du succès comme professeur : il introduit diverses améliorations dans le système de formation et réussit à inspirer ses élèves avec son propre enthousiasme pour l'art, ayant de nombreux élèves par la suite distingués, tels que David Wilkie, William Allan, James (en) et John Burnet, Alexander George Fraser et John Watson Gordon (en),,.
John Graham meurt en novembre 1817 à Édimbourg. Cunningham le décrit comme « un homme bon et ardent, de compréhension naturelle et d'humeur joyeuse et sarcastique ».

## Œuvres

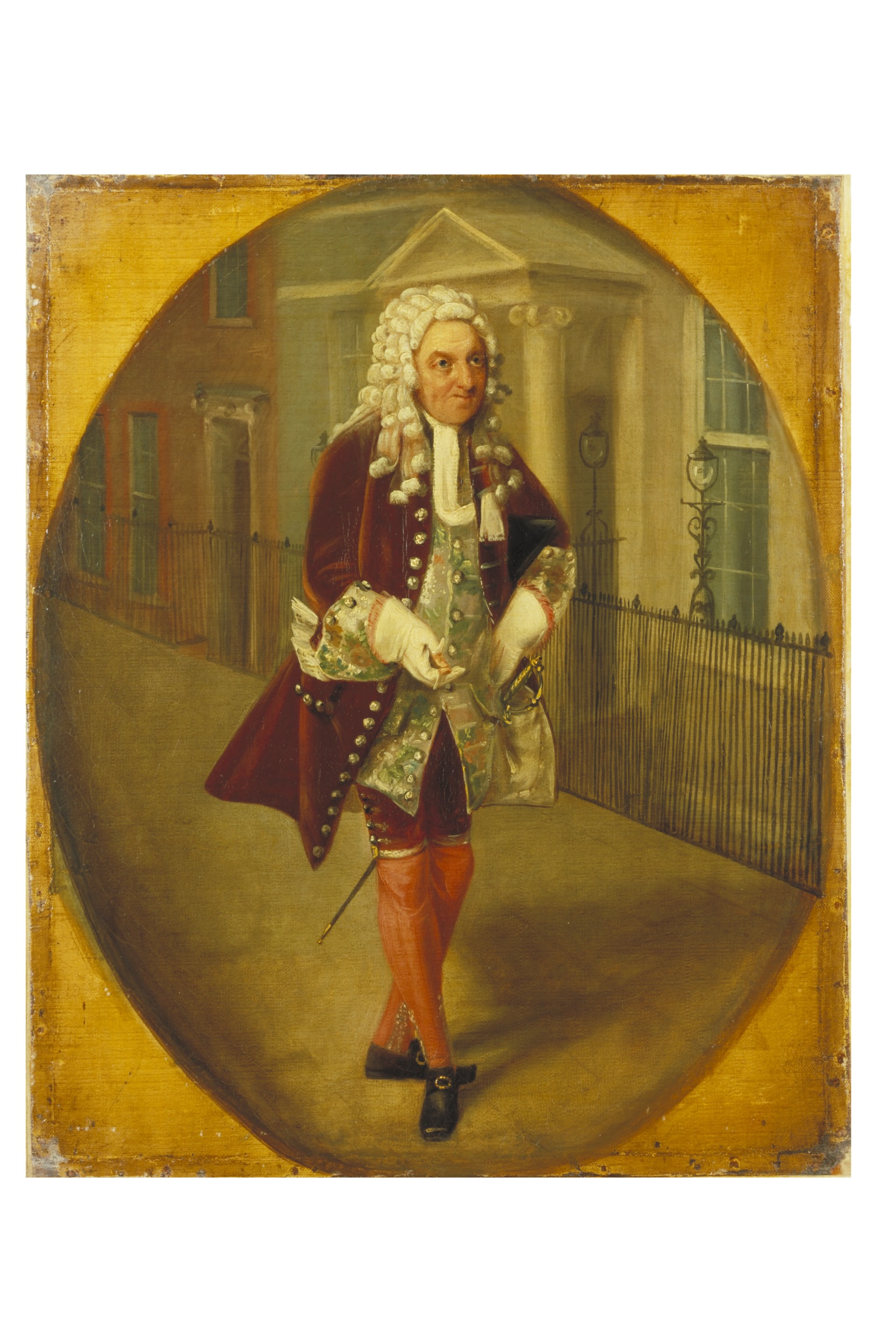
Richard Suett as Bayes in The Rehearsal by George Villiers, 2nd Duke of Buckingham (1796, Victoria and Albert Museum).

Ses œuvres sont « correctes, de bon goût [...] et manifestent une puissance considérable », mais ses portraits sont moins bons que ses tableaux historiques. Principalement peintre d'histoire,, il est aussi connu comme peintre animalier pour une série d'études sur les lions et les tigres, peintes dans la ménagerie de la Tour.
Œuvres notables, :
- Daniel in the Lion's Den (1780)
- Una (1783)
- Ceres in Search of Proserpine (1786)
- The Escape of Mary, Queen of Scots, from Lochleven Castle, présenté par Alderman Boydell avec un portrait de lui-même, également de Graham, au Stationers' Hall
- Mary, the Morning before her Execution (1792)
- King David instructing Salomon (1797)
- The Funeral of General Fraser at Saratoga
- The Disobedient Prophet (National Gallery of Scotland)